# الغزو المصري لمملكة كرمة
الغزو المصري لكرمة (السودان) عام 1504 قبل الميلاد غزا الفرعون المصري تحتمس الاول كرمة ليزيل الخطر المتنامي ويتمكن من الحصول بشكل مباشر على الذهب اللذي رغب به، سار جيشه جنوبا حتى وصل إلى العاصمة كرمة ونشبت هناك معركة بين الجيش المصري ومملكة كرمة انتهت بانتصار الجيش المصري بقيادة تحتمس الأول حتى انه قام بإحراقها وأسر ملكها قام بتعليق ملك كرمة على مقدمة مركبه الملكية اثناء عودته إلى طيبة.

## الزحف المصري نحو الجنوب
سار جيش تحتمس الأول جنوبا حتى وصل إلى جبل صخري يدعى جبل البركل وهو مكان يعتقد كهنة معبد آمون أنه شهد ولادة أمون، وهي ذريعة لغزو المنظقة وإخضاعها لحكم الفراعنة. كانت هذه المنطقة تمثل أهمية اقتصادية ودينية وثقافية بالنسبة للمصريين القدماء حيث كانت غنيه بالذهب ومصدرا للخدم.

## أسباب الغزو
عندما كانت مصر تعاني من اضطرابات داخلية وحروب مع الهكسوس هاجمت مملكة كرمة الأراضي الجنوبية لمصر وتحالفت كرمة مع الهكسوس الذين تمركزوا في شمال شرق الدلتا وكونوا قوة عسكرية وسياسية هناك، مما أثار غضب المصريين. وبعد أن تخلص المصريون من الهكسوس قرر الملك أحمس تنفيذ هجمات وحملات تأديبية ضد الكوشيين وهزمهم. وفي عهد أمنحوتب الأول خرج على رأس جيشه إلى ما وراء الحدود المصرية في الشمال والجنوب والغرب وقام بثلاث حملات إلى كرمة في السودان بحيث توغل في الجنوب حتى وصل إلى الشلال الثالث للنيل لتوسيع حدود مصر إلى هناك ومن بعده أتى تحتمس الأول الذي رغب في السيطرة علي كامل مملكة كرمة وامتدت سيطرته حتى الشلال الرابع.

## ما بعد الغزو
ظلت الثورات تنشب في هذه المنطقة لمدة قرنين من الزمان ولكن في كل مرة كانت تقمع وتنتهي سريعاً حتى أصبحت هذه المنطقة هادئة نسبيا. وبحلول القرن الحادي عشر قبل الميلاد وبعد نشوب حرب أهلية في مصر القديمة، ظهرت مملكة كوش الأكثر تأثرا بمصر ربما من كرمة ويرجع هذا لعدة أسباب أهمها هي فرض الديانة المصرية على الكوشيين.

## التاريخ
قد يشير التاريخ الطويل للنشاط العسكري المصري في النوبة السفلى إلى أن كرمة كان يُنظر إليها على أنها تهديد لمصر في بعض الأوقات. تم بناء التحصينات المصرية الرئيسية في وسط وادي النيل خلال عصر الدولة الوسطى. كانت هذه التحصينات لتأمين حدود مصر العليا ضد كرمة، وعلى الأرجح لحماية طرق التجارة القيمة بين المنطقتين. في كل من المملكتين الوسطى والحديثة، كانت الموارد التي تمتلكها كرمة (الذهب والماشية ومنتجات الألبان والأبنوس والبخور والعاج، إلخ.) مطلوبة بشكل كبير في مصر.
وفي عهد الأسرة الثانية عشر حدد الملك سنوسرت الأول حدود مصر وبنى الحصون عند الشلال الثاني لتحصين حدود مصر الجنوبية، وأشهر تلك الحصون حصن بوهين.